# 県政フラッシュ
『県政フラッシュ』（けんせいフラッシュ）は、1992年から奈良テレビで放送されている県政広報番組である。

## 概要
奈良県の出来事や県政の最新情報をニュース形式で伝える。さらに、奈良県内の各行政機関などからの告知を「お知らせ」と称して紹介している。2002年11月25日には放送開始から10周年を記念して、特別番組『フラッシュバック!!県政フラッシュ10年の軌跡』が放送された。
2013年5月1日放送分から、字幕放送を実施している。なお、奈良テレビが制作する番組としては本番組が初めて字幕放送に対応した番組である。
本番組の映像は、放送後に奈良県のホームページ上で公開される。

## 出演者
2017年2月現在のキャスターは以下の通り。
- 寺田有美子
- 森本順子

## 放送時間
編成の都合により放送時間の繰り下げもしくは繰り上げとなる日がある。
1992年 - 2013年3月
- 毎日 21:54 - 22:00（6分間）

2013年4月 - 2016年3月
- 毎日 22:54 - 23:00（6分間）

2016年4月 - 2021年3月
- 毎週火・日曜日 22:54 - 23:00（6分間）

2021年4月 - 現在
- 毎週火・日曜日 21:54 - 22:00（6分間）